# Dreamin' (album Johnny Burnette)
Dreamin' è un album discografico di Johnny Burnette, pubblicato dall'etichetta discografica Liberty Records nel 1960.
Secondo album della sua discografia ma il primo a proprio nome.
Da non confondere con la compilation (con lo stesso titolo) pubblicata nel 1967 dall'etichetta Sunset Records (SUM-1179).

## Tracce
Lato A
1. Dreamin' – 2:21 (Barry De Vorzon, Ted Ellis) – Registrato il 7 gennaio 1960 al United Recording Corp. di Hollywood, CA
2. Lovesick Blues – 2:02 (Shelton Brooks) – Registrato il 28 aprile 1960 al United Recording Corp. di Hollywood, CA
3. Please Help Me, I'm Falling – 2:22 (Don Robertson, Hal Blair) – Registrato nell'aprile (o) maggio 1960 al United Recording Corp. di Hollywood, CA
4. Why Don't You Haul Off and Love Me – 1:50 (Lonnie Glosson, Wayne Raney) – Registrato nell'aprile (o) maggio 1960 al United Recording Corp. di Hollywood, CA
5. Love Me – 2:47 (Mike Stoller, Jerry Leiber) – Registrato nell'aprile (o) maggio 1960 al United Recording Corp. di Hollywood, CA
6. Kaw-Liga – 2:15 (Fred Rose, Hank Williams) – Registrato il 7 gennaio 1960 al United Recording Corp. di Hollywood, CA

Durata totale: 13:37
Lato B
1. Settin' the Woods on Fire – 2:03 (Ed Nelson, Fred Rose) – Registrato il 9 luglio 1959 a Hollywood, CA
2. I Want to Be with You Always – 1:41 (Jim Beck, Lefty Frizzell) – Registrato nell'aprile (o) maggio 1960 al United Recording Corp. di Hollywood, CA
3. Cincinnati Fireball – 2:44 (Aaron Schroeder, John Leslie McFarland) – Registrato il 28 aprile 1960 al United Recording Corp. di Hollywood, CA
4. My Special Angel – 3:03 (Jimmy Duncan) – Registrato nell'aprile (o) maggio 1960 al United Recording Corp. di Hollywood, CA
5. Finders Keepers – 2:15 (Johnny Burnette) – Registrato il 28 aprile 1960 al United Recording Corp. di Hollywood, CA
6. I Really Don't Want to Know – 2:05 (Don Robertson, Howard Barnes) – Registrato nell'aprile (o) maggio 1960 al United Recording Corp. di Hollywood, CA

Durata totale: 13:51

## Musicisti
Dreamin' / Kaw-Liga
- Johnny Burnette - voce
- Howard Roberts - chitarra

Possibili musicisti partecipanti:
- Glen Campbell - chitarra
- Jerry Allison - batteria
- Altri musicisti sconosciuti
- Johnny Mann Singers - cori
- Ernie Freeman - arrangiamenti
- Snuff Garrett - produttore

Lovesick Blues / Cincinnati Fireball / Finders Keepers
- Johnny Burnette - voce
- Joseph Gibbons - chitarra elettrica
- René Hall - chitarra ritmica
- George Callender - basso
- Earl Palmer - batteria
- Sconosciuti - strumenti ad arco
- Sconosciuti - cori

Please Help Me, I'm Falling / Why Don't You Haul Off and Love Me / Love Me / I Want to Be with You Always / My Special Angel / I Really Don't Want to Know
- Johnny Burnette - voce
- Altri musicisti sconosciuti

Settin' the Woods on Fire
- Johnny Burnette - voce
- Altri musicisti sconosciuti